# 3781 Dufek
A 3781 Dufek (ideiglenes jelöléssel 1986 RG1) a Naprendszer kisbolygóövében található aszteroida. Antonín Mrkos fedezte fel 1986. szeptember 2-án.